# 스탠퍼드 토끼
스탠퍼드 토끼(Stanford bunny)는 스탠퍼드 대학교에서 1994년 그레그 터크와 마크 레보이가 개발한 컴퓨터 그래픽스 3차원 테스트 모델이다. 이 토끼는 토끼의 세라믹 형체를 3차원 스캔함으로써 결정된 69,451개의 삼각형을 설명하는 데이터로 이루어져 있다. 이 모델과 다른 모델들은 물체의 주사 방식을 테스트하기 위해 스캔되었다.
데이터는 다양한 그래픽스 알고리즘을 테스트하는데 사용할 수 있으며, 여기에는 폴리곤 단순화, 압축, 표면 부드러움 처리가 포함된다.
이 모델은 원래 4개의 해상도로 이루어진 .ply (폴리곤) 파일 형식으로 이용이 가능했으며, 가장 높은 해상도가 69,451개의 폴리곤을 지니고 있다.

## 같이 보기
- 3차원 모델링
- 스탠퍼드 용